# Понсонби, Джон, 4-й граф Бессборо
Джон Уильям Понсонби, 4-й граф Бессборо (англ. John William Ponsonby, 4th Earl of Bessborough; 31 августа 1781 — 16 мая 1847) — британский пэр и политик-виг. Он носил титул учтивости — виконт Дунканнон с 1793 по 1844 год.

## Происхождение и образование

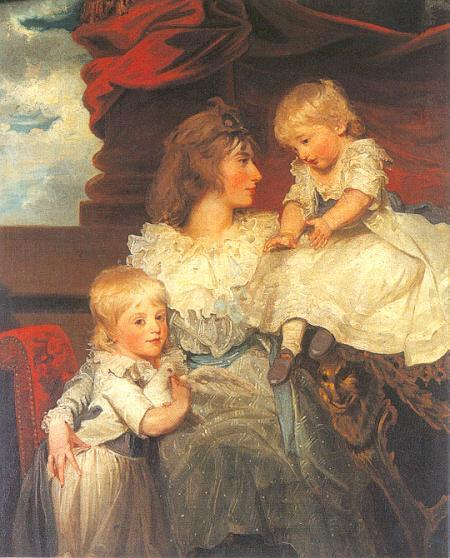
Генриетта Понсонби, графиня Бессборо, с сыновьями Уильямом и Джоном, художник — Джон Хопнер, 1787 год

Родился 31 августа 1781 года в Марилебоне, Лондон. Представитель известной семьи Понсонби из Камберленда. Старший сын Фредерика Понсонби, 3-го графа Бессборо (1758—1844), и леди Генриетты Фрэнсис Спенсер (1761—1821), дочери Джона Спенсера, 1-го графа Спенсера. Мать Понсонби была любовницей лорда Гренвиля до его женитьбы на леди Гарриет Кавендиш, племяннице графини Бессборо. У Генриетты Спенсер от связи с лордом Гренвилем было двое внебрачных детей: Гарриет Стюарт и Джордж Стюарт.
Лорд Бессборо получил образование в школе Харроу в Лондоне и в колледже Крайст-черч в Оксфорде (1799—1802), получив степень магистра искусств.

## Политическая карьера
Виконт Дунканнон заседал в Палате общин Великобритании от Нерсборо (1805—1806), Хайэма-Феррерса (1810—1812), Малтона (1812—1826), графства Килкенни (1826—1832) и Ноттингема (1832—1834).
Джон Понсонби занимал пост первого комиссара по лесам в правительствах лорда Грея (1831—1834) и лорда Мельбурна (1835—1841). Затем он занимал должности министра внутренних дел и лорда-хранителя Малой печати (1835—1839). Позднее лорд Бессборо служил лордом-лейтенантом Ирландии в правительстве лорда Джона Рассела (1846—1847). Член Тайного совета Великобритании в 1831 году, лорд-лейтенант графства Карлоу (1830—1838) и графства Килкенни (1838—1847).
19 июля 1834 года для него был создан титул 1-го барона Дунканнона из Бессборо в графстве Килкенни (пэрство Соединённого королевства), став членом Палаты лордов Великобритании.
3 февраля 1844 года после смерти своего отца Джон Понсонби унаследовал титулы 4-го графа Бессборо (пэрство Ирландии), 4-го барона Понсонби из Сайсонби в графстве Лестершир (пэрство Соединённого королевства), 4-го виконта Дунканнона из замка Дунканнон в графстве Уэксфорд (пэрство Ирландии) и 5-го барона Бессборо из Бессборо в графстве Килкенни (пэрство Ирландии).
Он заикался, из-за чего он очень неохотно выступал перед публикой, полагая, что это мешает его политической карьере. Как лорда Дунканнона, его недоброжелательно прозвали «Тупой». С другой стороны, в частном порядке его считали ценным коллегой в правительстве, во многом благодаря его способности сохранять спокойствие в кризисных ситуациях. Он был одним из так называемого Комитета четырех, разработавшего Закон о реформе 1832 года.

## Семья

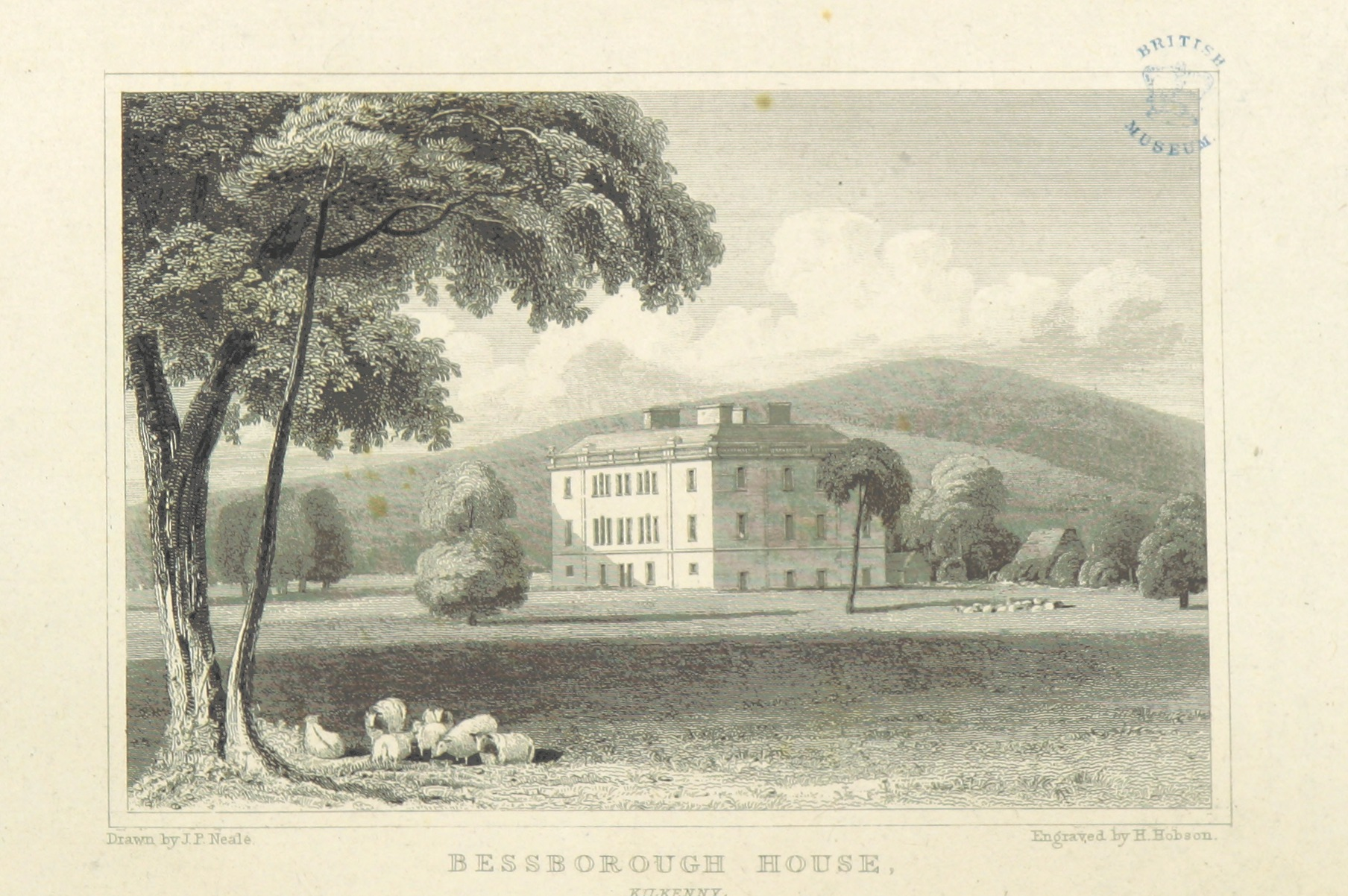
Бессборо-хаус, графство Килкенни, Ирландия, 1818 год — семейная резиденция графов Бессборо

16 ноября 1805 года на Беркли-сквер в Лондоне Джон Понсонби женился на леди Мэри Фейн (11 мая 1787 — 19 марта 1834), дочери Джона Фейна, 10-го графа Уэстморленда, и его жены Сары (урождённой Чайлд). У супругов было восемь сыновей и шесть дочерей:
- Леди Джорджиана Сара Понсонби (15 августа 1807 — 25 июня 1861)[2], она вышла замуж за преподобного Сэквилла Бурка, племянника графа Мейо.
- Джон Джордж Брабазон Понсонби, 5-й граф Бессборо (14 октября 1809 — 28 января 1880)[2], старший сын и преемник отца.
- Уильям Уэнтуорт Брабазон Понсонби (29 декабря 1812 — 8 июля 1831)[2]
- Леди Огаста Лавиния Присцилла Понсонби (11 мая 1814 — 19 ноября 1904), в 1834 году она вышла замуж первым браком за Уильяма Петти-Фицмориса, графа Керри; в 1845 году вторым браком вышла замуж за достопочтенного Чарльза Александра Гора
- Фредерик Джордж Брабазон Понсонби, 6-й граф Бессборо (11 сентября 1815 — 11 марта 1895)[2]
- Леди Эмили Шарлотта Мэри Понсонби (17 февраля 1817 — 3 февраля 1877), незамужняя, написала ряд романов, которые были опубликованы без указания авторства[7].
- Леди Мария Джейн Элизабет Понсонби (14 марта 1819 — 13 сентября 1897), она вышла замуж за своего кузена Достопочтенного Чарльза Понсонби, второго барона де Моли
- Достопочтенный Джордж Артур Брабазон Понсонби (17 мая 1820—1841)
- Преподобный Уолтер Уильям Брабазон Понсонби, 7-й граф Бессборо (13 августа 1821 — 24 февраля 1906)[2]
- Достопочтенный сэр Спенсер Сесил Понсонби-Фейн (14 марта 1824 — 1 декабря 1915)
- Леди Харриет Фредерика Энн Понсонби (17 июня 1825 — 16 ноября 1900)
- Леди Кэтлин Луиза Джорджина Понсонби (30 августа 1826 — 9 июля 1863), она вышла замуж за Фредерика Эдварда Банбери Тайга.
- Сын, умер в младенчестве (28 мая 1828 — 5 июля 1828).
- Достопочтенный Джеральд Генри Брабазон Понсонби (17 июля 1829 — 30 ноября 1908), женился на Марии Эмме Кэтрин Ковентри.

Виконтесса Дунканнон умерла в марте 1834 года в возрасте 46 лет . Лорд Бессборо пережил ее на тринадцать лет и умер в мае 1847 года в возрасте 65 лет в Дублинском замке, Дублин. Он был похоронен 22 мая 1847 года в Фиддауне, Ирландия. Ему наследовал графский титул его старший сын Джон, а затем его младшие сыновья Фредерик и Уолтер. Сады Бессборо в Лондоне названы в честь лорда Бессборо.